# Irena Pawlewska-Szydłowska
Irena Pawlewska-Szydłowska (geboren am 7. Februar 1892 in Lemberg, Königreich Galizien und Lodomerien, Österreich-Ungarn; gestorben am 31. Januar 1982 in Posen, Polen) war eine polnische Bergsteigerin, Bergführerin und Beamtin. Sie galt als „Ausnahmebergsteigerin“ und war sozial engagiert.

## Familie
Irena Pawlewska war Tochter der engagierten Sozialaktivistin Henryka (1860–1932) geb. Michałowska und des Hochschullehrers Bronisław Pawlewski (1852–1917). Er unterrichtete technische Chemie am Polytechnikum Lemberg und war auch zeitweise Rektor. Sie hatte zwei ältere Geschwister, den Bruder Tadeusz (1890–1970) und eine Schwester Jadwiga (1888–1971), die den späteren Divisionsgeneral Kazimierz Fabrycy ehelichte. Ihr Onkel Kazimierz Dłuski war mit Bronisława, der älteren Schwester der Nobelpreisträgerin Marie Curie, verheiratet.

## Leben
Irena Pawlewska war häufiger Gast bei der Familie Dłuski in Zakopane. Ihre gleichaltrige Kusine Helena Dłuska hatte mit 13 Jahren mit dem Bergsteigen in der Hohen Tara begonnen. Die beiden Mädchen unternahmen gemeinsam viele Touren, zu denen auch sehr schwierige Begehungen und Erstbesteigungen gehörten. Im Alter von sechzehn Jahren absolvierten beide die Erstdurchsteigung der Nordwand der Szczyrbski Szczyt (deutsch Tschirmer bzw. Csorbaer Spitze) von der Hlinská dolina. Die „elitäre“ Sektion für Hochtouristik der Towarzystwo Tatrzańskie (PTT) bot ihnen daraufhin die Mitgliedschaft an. Sie gehörten zu den ersten Frauen in der Tatra-Gesellschaft. Pawlewska kletterte häufig auch in gemischten Seilschaften. Ihre Kusine musste sich nach einem schweren Unfall bei einer Alleinbesteigung seit 1909 auf Bergwanderungen beschränken.
Nach der Matura 1910 studierte Pawlewska auf Einladung Maria Curies zwei Jahre Mathematik und Naturwissenschaften an der Sorbonne in Paris. Danach setzte sie das Studium am Lemberger Polytechnikum fort. Dłuska und Pawlewska zeigten 1911 Maria Curie und ihren beiden Töchtern die Tatra. Bei einer mehrtägigen Tour wurden unter anderem die „anspruchsvolle“ Świnica (Seealmspitze) bestiegen und der Morskie Oko (Meerauge) besucht.
Pawlewska heiratete Marian Fabrycy, wurde Mutter eines Sohns und bewirtschaftete einen Bauernhof in Podolien. Als Kadettin der Freiwilligen Legion der Frauen nahm sie 1920 an der Verteidigung Warschaus teil. Als Studentin hatte sie in Lemberg militärische Ausbildung in der Frauenabteilung des Schützenvereins absolviert. In den 1920er Jahren war sie als Ausbilderin und Sportlehrerin von Fraueneinheiten tätig. Von 1931 bis 1939 war sie Ausbilderin in einem Arbeitskorps von Frauen.
Nach dem Überfall auf Polen arbeitete Pawlewska als Schwester in einem Feldlazarett in Tarnopol. Nach der Einnahme von Tarnopol kehrte sie nach Warschau zurück und war unter dem Decknamen Wisła im Untergrund aktiv. Ihr Sohn Jerzy Fabrycy fiel als Leutnant der Ulanen in der Nähe von Lemberg. Ihr Ehemann wurde verhaftet und in Katyn ermordet, wovon sie erst nach Kriegsende erfuhr. Nach ihrer Enttarnung im April 1941 kam sie in das Pawiakgefängnis und dann in das KZ Ravensbrück. Danach musste sie Zwangsarbeit in einem Luftfahrtbetrieb in Neubrandenburg leisten, war aber weiterhin illegal aktiv und betreute schwache und kranke Kameradinnen.
Nach der Genesung von Typhus begann Pawlewska Anfang 1946 im Woiwodschaftsamt in Stettin zu arbeiten. Dem Bergsteigen blieb sie noch als rüstige Siebzigerin verbunden.
Irena Pawlewska-Szydłowska starb am 31. Januar 1982 in einem Veteranenheim in Posen, wenige Tage vor Vollendung ihres 90. Lebensjahres. Ihren Leichnam stellte sie einer medizinischen Universität zur Verfügung.

## Ehrungen
- Ritterkreuz des Ordens Odrodzenia Polski
- Unabhängigkeitsmedaille (Medal Niepodległości)
- Krzyż Partyzancki

## Schriften
- Dla strzelczyń. Praca zbiorowa o wychowaniu obywatelskiem, przysposobieniu wojskowem i wychowaniu fizycznem kobiet.
- Kobieta-społecznik w trudnych czasach.
- Ścieżka turystyczno-przyrodnicza w lesie arkońskim w Szczecinie.